# Rudolf von Maltzahn (Politiker, 1794)
Otto Friedrich Rudolf Freiherr von Maltzahn (* 7. Dezember 1794 in Rottmannshagen; † 12. Oktober 1868 in Wiesbaden) war ein pommerscher Rittergutsbesitzer und preußischer Politiker.

## Leben
Rudolf von Maltzahn (Nr. 973 der Geschlechtszählung) entstammte dem so genannten Alten Haus Kummerow des Geschlechts Maltzahn und war der dritte Sohn des Albrecht Joachim von Maltzahn (#950; 1762–1828), ab 1797 als Inhaber des Ivenacker Majorats Reichsgraf von Plessen, aus dessen zweiter Ehe mit Amelie, geb. Gräfin von Schwerin [-Wolfshagen]. In Ivenack wurde er zusammen mit seinem jüngeren Bruder Karl von Maltzahn von Hauslehrern unterrichtet.
Rudolf von Maltzahn trat 1813 in den preußischen Militärdienst, nahm an den Befreiungskriegen teil und beendete 1820 seine militärische Laufbahn als Rittmeister. 1828 übernahm er das Gut Kummerow mit Maxfelde und Axelhof. Von 1851 bis 1856 wurde er von der Ritterschaft von Altvorpommern in den Provinziallandtag der Provinz Pommern gewählt (10. bis 13. Provinziallandtag).  Von 1852 bis 1854 war er Mitglied der Ersten Kammer des Preußischen Landtags. Im Jahre 1854 wurde er auf Präsentation des alten und des befestigten Grundbesitzes im Landschaftsbezirk Herzogtum Stettin Mitglied des neugebildeten Preußischen Herrenhauses, dem er bis zu seinem Tod angehörte. Ferner war er königlicher Kammerherr.
Er heiratete 1823 in München Caroline von Kraker (1802–1875). Der Ehe entstammten 12 Kinder, von denen fünf Söhne und drei Töchter den Vater überlebten. Der Sohn Axel von Maltzahn (1849–1928) wurde preußischer Generalmajor und Kommandeur der 8. Kavalleriebrigade.
Rudolf von Maltzahn war Schloßgesessener, bezogen auf altem gesicherten Besitz, auf Cummerow mit Marfeld und auf Axelhof.